# Régiment de la garde Moskovski
Le régiment de la garde Moskovski, (en langue russe : Московский лейб-гвардии полк) fut un régiment de la garde de l'Armée impériale de Russie. Il appartint à la 1re brigade de la deuxième division d'infanterie de la garde. Il fut formé le 7 novembre 1811 par l'empereur Alexandre Ier de Russie.

## Historique du régiment de la garde Moskovski
Le 7 novembre 1811, le deuxième bataillon du régiment Preobrajensky et certaines unités de l'Armée impériale formèrent le régiment de la garde Litovsky, il reçut les droits et privilèges de la vieille garde. Sous ce nom, il prit part à la bataille de Borodino. Ce régiment se composa de trois bataillons. Le 12 octobre 1817, le troisième bataillon du régiment stationné à Varsovie et l’ajout d’unités militaires de Pologne formèrent le nouveau régiment de la garde Litovski. Les deuxième et troisième bataillons recomposés en trois bataillons formèrent le régiment de la garde Moskovski.
Le 7 mars 1812, le régiment de la garde Litovski et le régiment de la garde Izmaïlovski placés sous le commandement du grand-duc Konstantin Pavlovitch de Russie quittèrent Saint-Pétersbourg et prirent la direction de Moscou.
Sous le nom de régiment de la garde Litovski, les fantassins reçurent le baptême du feu lors de la sanglante bataille de Borodino. Positionnés sur les hauteurs de Semionovski, ils essuyèrent le feu nourri de l'artillerie française d'Eugène de Beauharnais. Au cours des combats, le colonel Ivan Fiodorovitch Oudom, commandant du régiment de la garde fut blessé au bras.
Pendant la campagne d'Allemagne de 1813, le régiment se couvrit de gloire dans les batailles de Lützen, Bautzen, Dresde et Leipzig. Le 30 mars 1814, il fut engagé dans la bataille de Paris.
Le 31 mars 1814, il conclut triomphalement la bataille de Paris, après avoir séjourné quelques mois dans Paris, le régiment part pour la Normandie, le 15 juin il embarque à Cherbourg, le 12 août il fait son entrée dans Saint-Pétersbourg.
Le 12 octobre 1817, les deuxième et troisième bataillons du régiment de la garde Litovski furent reconstitués en trois bataillons et prirent le nom de régiment de la garde Moskovski.
Dmitri Alexandrovitch Chtchepine-Rostovski, lieutenant au régiment de la garde Moskovski fut l’un des membres de la tentative de coup d'État organisée à Saint-Pétersbourg, le 14 décembre 1825.
En février 1826, le deuxième bataillon du régiment de la garde Mokovski fut engagé dans le conflit qui opposa la Russie à l'empire de Perse. Le 14 juillet 1827, sous le commandement d’Ivan Fiodorovitch Paskevitch, il met le siège devant la forteresse Abbas Abad commandée par Mohammad Amīn Khan Develu Qājār secondé par Ehsan Khan Kangerlou, le 22 juillet 1827, il assiste à la reddition d'Ehsan Khan.
Le 1er octobre 1827, après un siège de six jours, le deuxième bataillon prend part à la prise de la ville d'Erevan. En décembre 1828, il fut de retour à Saint-Pétersbourg.
De 1828 à 1829, les premier et troisième bataillons du régiment de la garde Moskovski furent engagés dans la guerre russo-turque, positionnés sur le côté nord de la ville de Varna, les fantassins de la garde prirent part au siège puis, le 29 septembre 1828, à la prise de la ville bulgare. Pendant la saison hivernale, les deux bataillons de la garde furent stationnés dans la province de Kamianets-Podilskyï, en janvier de la même année, ils firent une entrée triomphale dans Saint-Pétersbourg.
En janvier 1831, les premier et deuxième bataillons du régiment de la garde Moskovski furent mobilisés pour réprimer le soulèvement des insurgés polonais. En juillet 1831, placés sous le commandement du grand-duc Mikhaïl Pavlovitch de Russie, les deux bataillons traversèrent la Vistule, le 6 septembre 1831, ils prennent part aux combats dans les faubourgs de Varsovie, le 8 septembre 1831, ils investissent la ville.
Lors du déclenchement de la révolution hongroise de 1848, le régiment de la garde Moskovski se déplaça en Hongrie, (1849) mais ses unités ne furent engagées dans aucune opération militaire.
Entre 1854 et 1856, les troupes du régiment furent stationnées en mer Baltique.
En 1863, les évènements de Pologne mobilisèrent le régiment de la garde Moskovski dans le district militaire de Vilna où il réprima le soulèvement des insurgés polonais.
Au cours du conflit qui opposa l'Empire ottoman à la Russie, la Roumanie, le Monténégro et la Serbie, les fantassins du régiment s'illustrèrent dans la bataille de Gorni Dubnik. En octobre 1877, il prit part à la prise de Telich. En novembre 1877, il captura le bastion Pravetskoï. En juillet 1877, il délogea les troupes turques de la ville de Nikopol. Du 3 décembre au 5 décembre 1877, le régiment fut engagé dans la bataille d'Arab-Konak.
La Première Guerre mondiale fut le dernier conflit dans lequel le régiment de la garde Moskovski s'illustra par sa bravoure, notamment lors de la première bataille des lacs de Mazurie.
Les 22 août et 23 août 1914, il fut engagé dans les combats près du village Łaskarzew (Powiat de Garwolin), du 26 août au 17 août 1914, il prit part aux combats dans le village de Tarnavka.
Le 15 septembre 1914, un grand nombre de fantassins en service dans le régiment de la garde Moskovski furent tués au cours de la terrible bataille des lacs de Mazurie. Les officiers morts au combat furent inhumés en l'église de Saint-Michel l’Archange à Saint-Pétersbourg.
Du 11 octobre au 13 octobre 1914, il s’illustra lors de la bataille de Michałowo (Powiat de Białystok). Entre les 6 et 15 juillet 1915, il participa aux combats se déroulant près du village polonais de Bzite (powiat de Lublin). Entre les 21 et 23 juillet 1915, le régiment s’illustra lors des combats près du village de Velkopole (powiat de Łódź). De nouveau, il fut impliqué dans des actions militaires près du village de Kulik. En octobre 1915, le régiment se distingua lors des combats dans la banlieue de Vilna.
De juin à juillet 1917, malgré de nombreuses pertes, le régiment évacua la Galicie. Entre les 10 et 24 juillet 1917, il fut engagé dans des actions défensives dans la ville de Ternopil.
Le 26 octobre 1917 (dans le calendrier julien), alerté d'une possible attaque menée par des ouvriers de Vyborg contre la caserne du régiment de la garde Moskovski, l’officier commandant le bataillon de réserve en garnison à Saint-Pétersbourg, intima à ses hommes de se tenir prêt à recevoir les ouvriers. Le matin du 27 octobre 1917, des gardes furent dépêchés dans les usines de Vyborg. Le commandant attendit de pied ferme les travailleurs. Vers 10 heures, le matin, des voitures transportant des ouvriers, des étudiants et des soldats se présentèrent devant les portes de la caserne. Les fantassins du bataillon firent feu sur les révoltés afin de les empêcher de franchir les portes de la caserne. Mais les tirs furent de courte durée, les vieux soldats formant le troisième bataillon de réserve refusèrent d’ouvrir le feu sur la foule. Dans cette lutte le lieutenant Verigo, commandant du bataillon fut tué. Peu de temps après le lieutenant Tchebouline prit le commandement. Après cinq heures de lutte, le régiment de la garde Moskovski déposa les armes.
Le 1er mars 1917 (dans le calendrier julien) au cours de la révolution de Février 1917, le capitaine du régiment de la garde Moskovski von Fergen fut tué, il avait simplement demandé à ses hommes d'ôter le ruban rouge noué aux baïonnettes.

## Chronologie

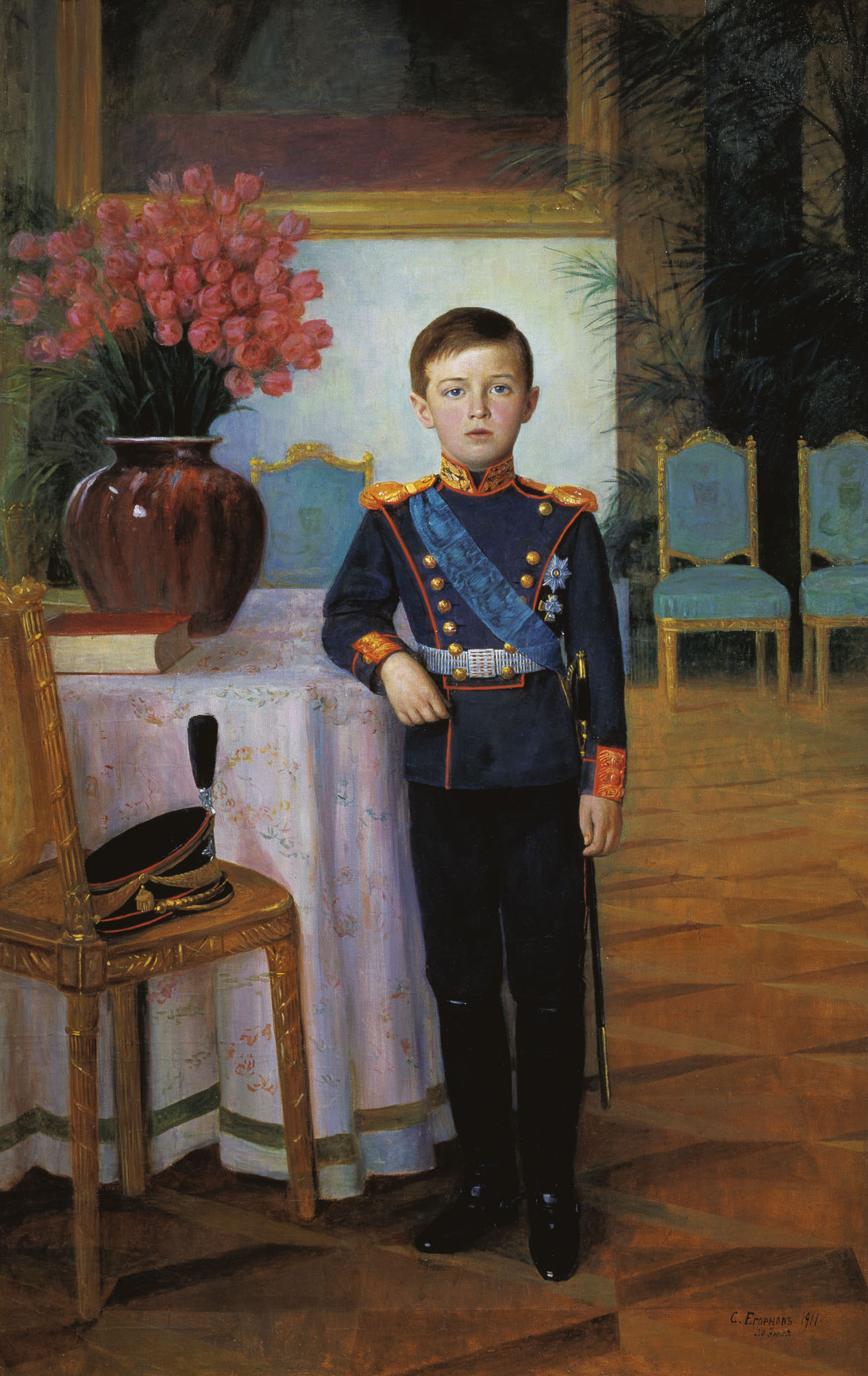
Le tsarevitch Alexis Nikolaïevitch de Russie, vêtu de l’uniforme de sortie de commandant du régiment de la garde Moskovski

- 7 novembre 1811 : Alexandre Ier de Russie créé le régiment de la garde Litovsky ;
- 7 septembre 1812 : sous ce nom participa à la bataille de Borodino ;
- 1813 : s'illustra dans les différentes batailles de la campagne de Prusse ;
- 1814 : participa à la campagne de France ;
- 30 mars 1814 : se distingua lors de la prise de Paris ;
- 12 octobre 1817 : les deuxième et troisième bataillons du régiment de la garde Litovski reconstitués en trois bataillons formèrent le régiment de la garde Moskovski ;
- 14 décembre 1825 : 800 soldats du régiment prirent part à l'insurrection des Décembristes ;
- 1826-1828 : le deuxième bataillon du régiment fut engagé dans la guerre russo-persane de 1826-1828 ;
- 1830-1831 : les premier et deuxième bataillons du régiment de la garde Moskovski furent engagés dans la répression menée contre les rebelles polonais lors de l'insurrection de novembre 1830 ;
- 1848 : le régiment stationna en Hongrie afin de réprimer la révolte magyar mais ses unités ne furent engagées dans aucune opération militaire ;
- 1863 : le régiment réprima la révolte des insurgés polonais ;
- 1877-1878 : participa à la guerre russo-turque ;
- 1914-1917 : s'illustra dans différents combats de la Première Guerre mondiale, il subit de lourdes pertes dans la première bataille des lacs de Mazurie ;
- 26 octobre 1917 : (calendrier julien), le troisième bataillon de réserve tenta de repousser une attaque des travailleurs, sans succès ;
- 7 juin 1918 : dissolution du régiment de la garde Moskovski.

## Participation à l'insurrection décembriste
Le 14 décembre 1825, le prince Dmitri Alexandrovitch Chtchepine-Rostovski, lieutenant dans le régiment de la garde Moskovski en collaboration avec Alexandrovitch Bestoujev, Mikhaïl Pavlovitch Bestoujev-Rioumine dirigea les soldats du régiment de la garde Moskovski sur la place du Sénat à Saint-Pétersbourg. Le jeune prince, à l'aide de son épée blessa cinq personnes tentant d'arrêter le régiment, parmi les victimes on dénombra deux généraux, Vassili Nikolaïevitch Chenchine et Piotr Andreïevitch Fredericks, ce dernier fut blessé à la tête,.

## Récompenses et honneurs militaires

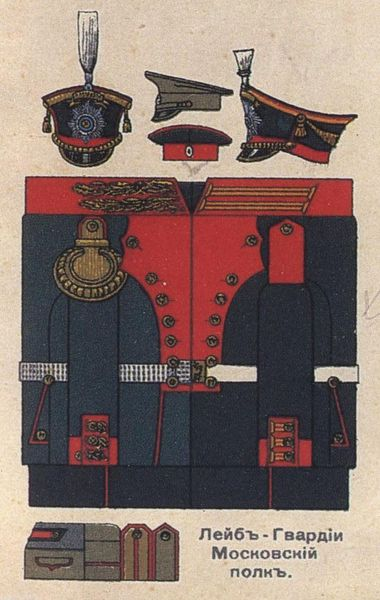
Unisforme de sortie du régiment de la garde Moskovski (1910)

- En 1813, le drapeau de Saint-Georges fut attribué au régiment de la garde Litovski avec l'inscription En récompense de la défaite et l'expulsion des forces ennemies hors de la Russie en 1812.
- Le 22 août 1850 ; Pour le 150e anniversaire de la création du régiment, Nicolas Ier de Russie remit le ruban bleu de l'ordre de Saint-André au régiment ;
- L'inscription sur la casquette : Pour la bataille d’Arab-Konak 21 novembre 1877[10] ;
- Dédiée au régiment de la garde Moskovski, l'église de Saint-Michel l’Archange, en 1916, les corps de 31 officiers du régiment de la garde Moskovski tués au cours de la Première Guerre mondiale furent inhumés à l'intérieur de cet édifice religieux[11].

## Description de l’insigne régimentaire

Armoiries de Moscou représentant Saint-Georges terrassant le dragon

L'insigne régimentaire de ce régiment se compose d'une croix de Saint-André en émail bleu bordée d'or, en son centre Saint-Georges terrassant le dragon, à chaque extrémité des branches de la croix, les lettres d’or S.A.R.P. « Sanctus Andreas Russiae Patronus » (Saint-André le Saint Patron de la Russie). La croix de Saint-André rappelle les origines du régiment de la garde Moskovski, en 1831, cette unité de la garde fut créée à partir d'un bataillon du régiment de la garde Preobrajenski.
Pour les officiers la représentation de Saint-Georges terrassant le dragon était en argent, pour les soldats de rang subalterne, il était de bronze. Sur les armoiries de la ville de Moscou figure également Saint-Georges.

## Chefs du Régiment

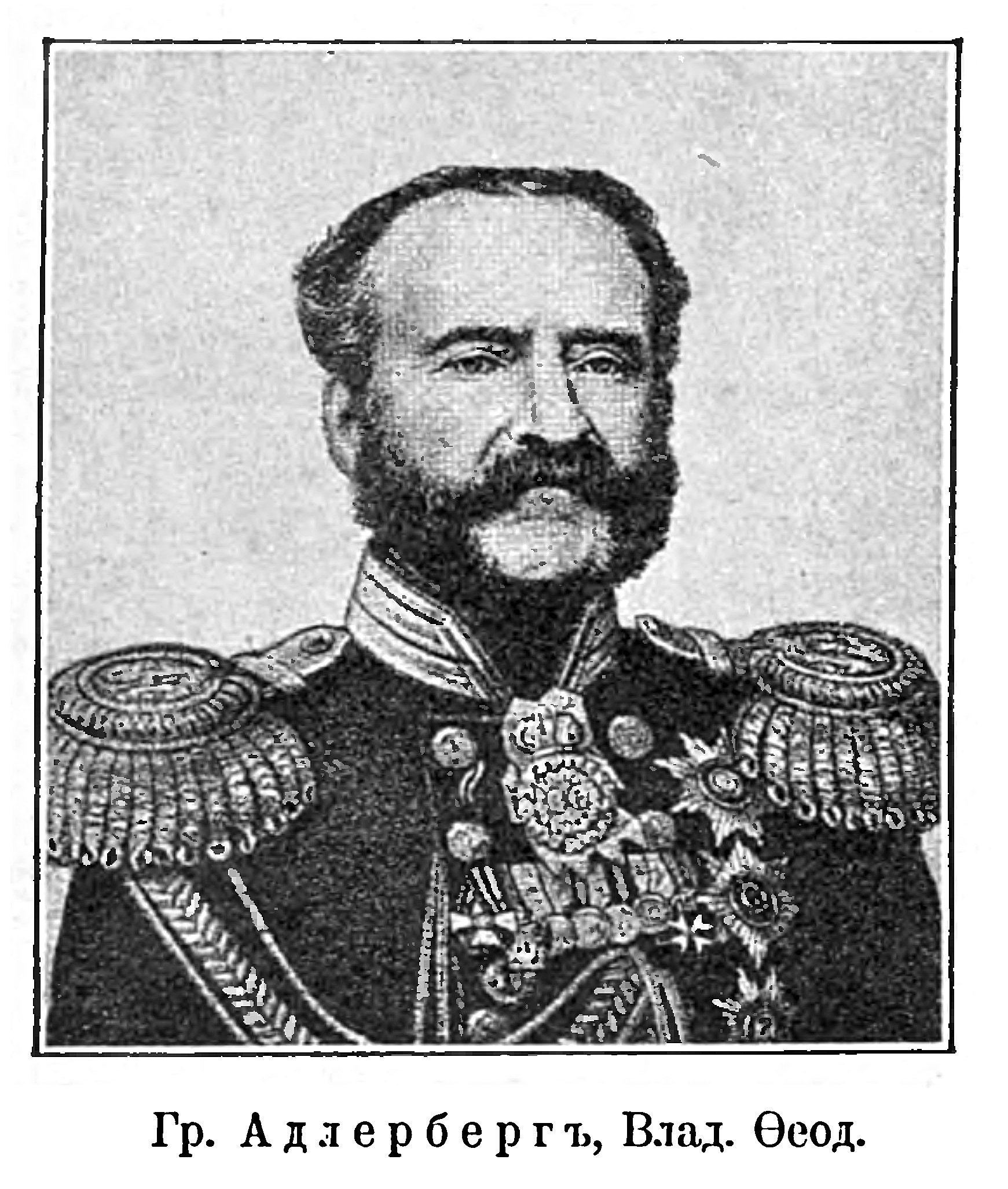
Général d'infanterie Vladimir Fiodorovitch Adlerberg, chef du régiment de la garde Moskovski de 1778 à 1884

- 8 octobre 1815-8 février 1824 : grand-duc Konstantin Pavlovitch de Russie ;
- 8 février 1824-28 août 1828 : grand-duc Mikhaïl Pavlovitch de Russie ;
- 2 janvier 1850-1er novembre 1908 : grand-duc Alexeï Alexandrovitch de Russie ;
- 25 juin 1878-8 mars 1884 : adjudant-général et comte Vladimir Fiodorovitch Adlerberg ;
- 8 novembre 1910-4 mars 1917 : tsarévitch Alexeï Nikolaëivitch de Russie.

## Commandants du régiment de la garde Moskovski

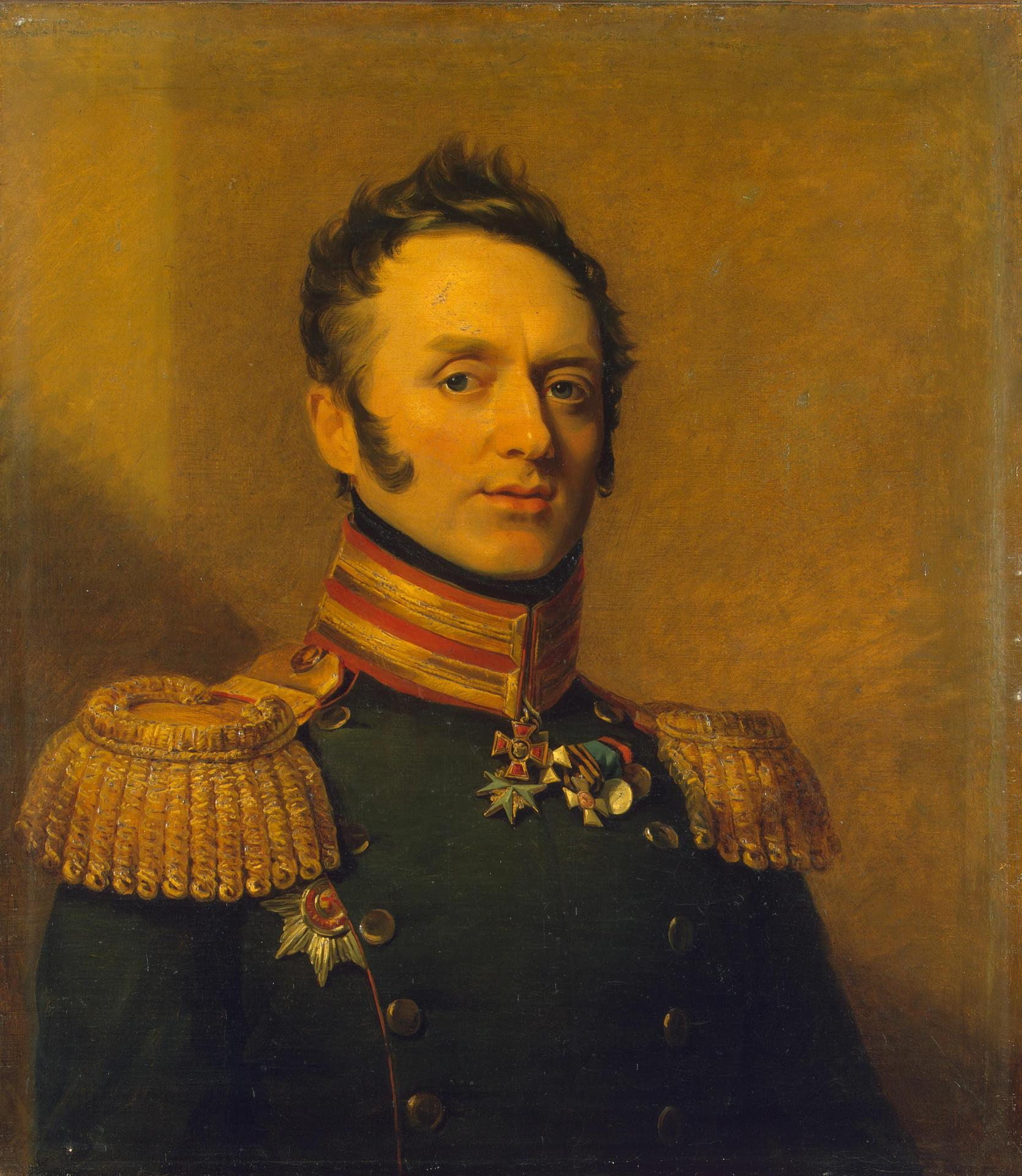
Major-général Ivan Fiodorovitch Oudom, commandant du régiment de la garde Moskovski de 1811 à 1819

- 19 novembre 1811-13 avril 1819 : major-général Ivan Fiodorovitch Oudom ;
- 18 avril 1819-19 mars 1826 : adjudant-général puis major-général, baron Piotr Andreïevitch Frederick ;
- 19 mars 1826-3 mai 1833 : général Evstafi Borissovitch Krafstrem ;
- 3 mai 1833-4 août 1839 : major-général Pavel Andreïevitch Schtegelman ;
- 4 août 1839-1er janvier 1847 : major-général Piotr Grigorievitch Poliakov ;
- 9 janvier 1847-27 mars 1855 : major-général Andreï Sergueïevitch Kouchelev ;
- 27 mars 1855-27 mars 1857 : major-général Anton Petrovitch Malinovski ;
- 28 janvier 1857-15 août 1863 : major-général Karl Fiodorovitch Rieman ;
- 24 mai 1869-11 mars 1875 : major-général Georgi Karlovitch Biouting ;
- 11 mars 1875-25 octobre 1877 : major-général Nikolaï Petrovitch Brock ;
- 25 octobre 1877-1er janvier 1883 : major-général Oskar-Ferdinand Grippenberg ;
- 13 janvier 1883-8 octobre 1889 : major-général Iosif-Ignati Onoufrievitch Kvitsinski ;
- 8 octobre 1889-22 novembre 1893 : major-général Pierre von Enden ;
- 22 novembre 1893-31 mai 1895 : major-général Vladimir Gavrilovitch Glazov ;
- 31 mai 1895-24 novembre 1899 : major-général Alexeï Iosifovitch Dzitchkanets ;
- 24 novembre 1899-2 juin 1904 : major-général Nikolaï Appolonovitch Pykhatchev ;
- 2 juin 1904-12 mai 1907 : major-général Vladimir Vladimirovitch Belov ;
- 12 mai 1907-9 novembre 1909 : major-général Konstantin Andreïevitch Lioubarski ;
- 7 novembre 1909-4 novembre 1910 : major-général Alexandre Alexandrovitch Skopinski-Chtrik ;
- 4 novembre 1910-6 mars 1913 : Alexeï Evgenievitch Goutor ;
- 6 mars 1913-22 janvier 1915 : major-général Alexandre Alexandrovitch Michelson ;
- 22 janvier 1915-25 mai 1917 : major-général Viktor Petrovitch Galfter ;
- 26 mai 1917-22 août 1917 : colonel Boris Nikolaïevitch Riznikov ;
- 22 août 1917-9 décembre 1917 : colonel Iakov Alexandrovitch Slachtchev[12].

## Personnalités célèbres ayant servi dans le régiment de la garde Moskovski

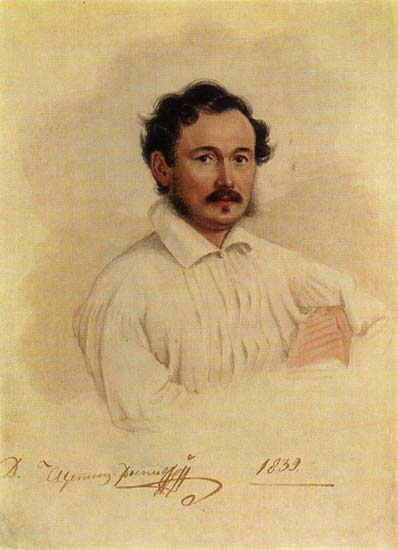
Le prince Dmitri Alexandrovitch Chtchepine-Rostovski, il servit dans le Régiment de la Garde Moskovski de 1822 à 1825

- Alexandre Fiodorovitch Baggovout : (1806-1883), général de cavalerie, héros des guerres du Caucase de 1816-1864, de Crimée, il fut en service dans ce régiment de 1825 à 1830 ;
- Mikhaïl Alexandrovitch Bestoujev-Rioumine : (1800-1871), capitaine et écrivain, en service dans ce régiment en 1825, décembriste, il fut pendu le 25 juillet 1826 ;
- Alexeï Alexandrovitch Brock ;
- Alexandre Fiodorovitch Zabeline : (1856-1933), général d'infanterie, responsable des Académies militaires, en service dans ce régiment de 1875 à 1881, exilé en France, il fut inhumé au cimetière russe de Sainte-Geneviève-des-Bois ;
- Pavel Pavlovitch Lebedev : (1872-1933), chef militaire russe puis soviétique, il servit dans ce régiment de 1892 à 1897 ;
- Mikhaïl Mikhaïlovitch Narychkine : (1798-1863), colonel, il servit dans ce régiment de 1817 à 1823, décembriste, il fut condamné à 12 ans de travaux forcés ;
- Georgi Mikhaïlovitch Panteleïmonov ;
- Grigori Alexandrovitch Rimski-Korsakov ;
- Georgi Pavlovitch Rykov ;
- Nikolaï Kouzmitch Teterevnikov : (1805-1874), général, il s'illustra au cours de la guerre de Crimée ;
- Dmitri Alexandrovitch Chtchepine-Rostovski : (1798-1858), prince, il servit dans ce régiment de 1822 à 1825, décembriste, il fut condamné à la décapitation, gracié, sa peine fut commuée en travaux forcés à perpétuité, cette peine fut ramenée à 20 ans.
- Alexandre Nikolaïevitch Loutski : (1804-1882), décembriste, condamné à la pendaison, sa peine fut commuée en travaux forcés et à l'exil en Sibérie.

## Pertes lors de la Première Guerre mondiale et la guerre civile
Les membres de la famille impériale en service dans les régiments de la garde impériale ne sont pas comptabilisés dans le nombre d'officiers tués au cours ces périodes de guerre.
- 59 officiers régiment de la garde Moskovski furent tués sur le front de l'Est au cours de la Première Guerre mondiale.
- 18 officiers furent tués où décédèrent des suites de leurs blessures ou de maladies diverses au cours de la guerre civile russe (1917-1922).
- 14 officiers furent assassinés au cours de la Terreur rouge[14].

## Sources
- (ru) Cet article est partiellement ou en totalité issu de l’article de Wikipédia en russe intitulé « Московский лейб-гвардии полк » (voir la liste des auteurs).
- N.S. Pestrikov. Histoire de la Garde Moskovski. Saint-Pétersbourg. 1903-1904.